# Titularbistum Pyrgos
Pyrgos (ital.: Pirgo) ist ein Titularbistum der römisch-katholischen Kirche. 
Es geht zurück auf ein früheres Bistum der antiken Stadt Pyrgos in der kleinasiatischen Landschaft Lykaonien im Süden der heutigen Türkei, das der Kirchenprovinz Iconium angehörte.
| Titularbischöfe von Pyrgos |                                            |                                                 |                   |                   |
| Nr.                        | Name                                       | Amt                                             | von               | bis               |
| 1                          | Jean-Marie-Felix Amoudru OP                |                                                 | 15. August 1934   | 12. Oktober 1961  |
| 2                          | Giuseppe Mancuso                           | Koadjutorbischof von Mazara del Vallo (Italien) | 14. Juli 1962     | 26. Dezember 1963 |
| 3                          | Savino Bernardo Maria Cazzaro Bertollo OSM | Apostolischer Vikar von Aysén (Chile)           | 10. Dezember 1963 | 8. Februar 1988   |